# Governo Orešković
Il Governo Orešković è stato il 13º governo della Croazia, guidato da Tihomir Orešković ed in carica dal 22 gennaio al 19 ottobre 2016. Esso si è formato a seguito delle elezioni parlamentari in Croazia del 2015, con il negoziato più lungo nella storia della Croazia, per un totale di 76 giorni.
Il governo Orešković, anche noto come il Tim's Team, è stato il primo governo croato ad essere guidato da un primo ministro indipendente. I membri del governo provengono da due partiti: l'Unione Democratica Croata (HDZ) e il Ponte delle Liste Indipendenti (MOST).

## Avvenimenti nel governo

### Dimissioni ministeriali
A soli sei giorni dall'avvio del suo mandato, il Ministro per i Veterani Mijo Crnoja si è dimesso il 28 gennaio 2016, per una controversia relativa alla sua residenza ufficiale e a svariate altre questioni, diventando così il ministro dalla più corta tenuta al governo della storia della Croazia. Dopo le sue dimissioni, il suo posto è stato assunto ad interim dalla ex vice ministro per i Veterani nel governo di Zoran Milanović, la socialdemocratica Vesna Nađ, creando una situazione per cui un membro del partito di centrosinistra all'opposizione è parte di un governo di centrodestra. Quasi due mesi dopo le dimissioni di Crnoja, Il Parlamento ha confermato Tomo Medved (HDZ) come nuovo Ministro per i Veterani (il 21 marzo 2016).

### Sfiducia e dimissioni
Dopo appena cinque mesi in carica il governo Orešković è stato sfiduciato il 16 giugno 2016 con la maggioranza dei voti, 126 deputati su 151. Si è stato iscritto come il più breve governo croato, e il primo sfiduciato in Parlamento. In seguito allo scioglimento del Parlamento le nuove elezioni si sono tenute l'11 settembre 2016.

## Composizione
Ripartizione partitica dei ministri del governo:
| Unione Democratica Croata (HDZ) 13          |
| Ponte delle Liste Indipendenti (MOST) 6     |
| Indipendenti5                               |
| Partito Socialdemocratico di Croazia (SDP)1 |

## Lista dei ministri
| Primo ministro - Presidente del Governo                               |                                               |                 |              |  |
| Primo ministro - Presidente del Governo                               | Tihomir Orešković                             | 22 gennaio 2016 | Indipendente |  |
| Vice Primi ministri                                                   |                                               |                 |              |  |
| Primo Vice Primo ministro                                             | Tomislav Karamarko                            | 22 gennaio 2016 | HDZ          |  |
| Vice Primo ministro                                                   | Božo Petrov                                   | 22 gennaio 2016 | MOST         |  |
| Ministri                                                              |                                               |                 |              |  |
| Ministro degli Affari Esteri ed Europei                               | Miro Kovač                                    | 22 gennaio 2016 | HDZ          |  |
| Ministro delle Politiche Sociali e della Gioventù                     | Bernardica Juretić                            | 22 gennaio 2016 | Indipendente |  |
| Ministro dello Sviluppo Regionale e dei Fondi dell'UE                 | Tomislav Tolušić                              | 22 gennaio 2016 | HDZ          |  |
| Ministro dell'Interno                                                 | Vlaho Orepić                                  | 22 gennaio 2016 | MOST         |  |
| Ministro delle Finanze                                                | Zdravko Marić                                 | 22 gennaio 2016 | Indipendente |  |
| Ministro della Difesa                                                 | Josip Buljević                                | 22 gennaio 2016 | HDZ          |  |
| Ministro della Salute                                                 | Dario Nakić                                   | 22 gennaio 2016 | Indipendente |  |
| Ministro della Giustizia                                              | Ante Šprlje                                   | 22 gennaio 2016 | MOST         |  |
| Ministro dell'Amministrazione Pubblica                                | Dubravka Jurlina Alibegović                   | 22 gennaio 2016 | Indipendente |  |
| Ministro dell'Economia                                                | Tomislav Panenić                              | 22 gennaio 2016 | MOST         |  |
| Ministro dell'Imprenditoria e dell'Artigianato                        | Darko Horvat                                  | 22 gennaio 2016 | HDZ          |  |
| Ministro del Lavoro e del Sistema Pensionistico                       | Nada Šikić                                    | 22 gennaio 2016 | HDZ          |  |
| Ministro degli Affari Marittimi, dei Trasporti e delle Infrastrutture | Oleg Butković                                 | 22 gennaio 2016 | HDZ          |  |
| Ministro delle Scienze, dell'Istruzione e dello Sport                 | Predrag Šustar                                | 22 gennaio 2016 | HDZ          |  |
| Ministro dell'Agricoltura                                             | Davor Romić                                   | 22 gennaio 2016 | MOST         |  |
| Ministro del Turismo                                                  | Anton Kliman                                  | 22 gennaio 2016 | HDZ          |  |
| Ministro dell'Ambiente e della Protezione della Natura                | Slaven Dobrović                               | 22 gennaio 2016 | MOST         |  |
| Ministro dell'Edilizia e della Pianificazione Territoriale            | Lovro Kuščević                                | 22 gennaio 2016 | HDZ          |  |
| Ministro per gli Affari dei Veterani                                  | Mijo Crnoja                                   | 22 gennaio 2016 | HDZ          |  |
| Ministro per gli Affari dei Veterani                                  | Vesna Nađ (vice ministro) ministro ad interim | 28 gennaio 2016 | SDP          |  |
| Ministro per gli Affari dei Veterani                                  | Tomo Medved                                   | 21 marzo 2016   | HDZ          |  |
| Ministro della Cultura                                                | Zlatko Hasanbegović                           | 22 gennaio 2016 | HDZ          |  |

## Ex membri del governo
| Ministro    | Partito | Portafoglio                          | Periodo              | Giorni di governo |
| ----------- | ------- | ------------------------------------ | -------------------- | ----------------- |
| Mijo Crnoja | HDZ     | Ministro per gli Affari dei Veterani | 22 – 28 gennaio 2016 | 6                 |